# Juan Andrés Gómez
Juan Andrés Gómez Almirón (Curuzú Cuatiá, Corrientes, Argentina; 25 de enero de 1971) es un exfutbolista argentino que se desempeñó como defensor y como mediocampista. Surgido de sus divisiones menores, jugó en Argentinos Juniors, luego transferido al River Plate, Real Sociedad y Atlético de Madrid.
Se retiró en 2003 después de sufrir una lesión en junio del 2001 en el tobillo derecho, y que le mantuvo fuera de los terrenos de juego hasta que decidió retirarse. Actualmente es entrenador y hoy dirige a Barraca de Curuzú Cuatía, militante del Torneo del Interior.

## Clubes
| Club               | País      | Año       |
| ------------------ | --------- | --------- |
| Argentinos Juniors | Argentina | 1991-1995 |
| River Plate        | Argentina | 1995-1996 |
| Real Sociedad      | España    | 1996-2000 |
| Atlético de Madrid | España    | 2000-2003 |

## Palmarés
| Título            | Equipo      | Sede         | Año  |
| ----------------- | ----------- | ------------ | ---- |
| Copa Libertadores | River Plate | Buenos Aires | 1996 |